# Sint-Lucasambacht (Brussel)

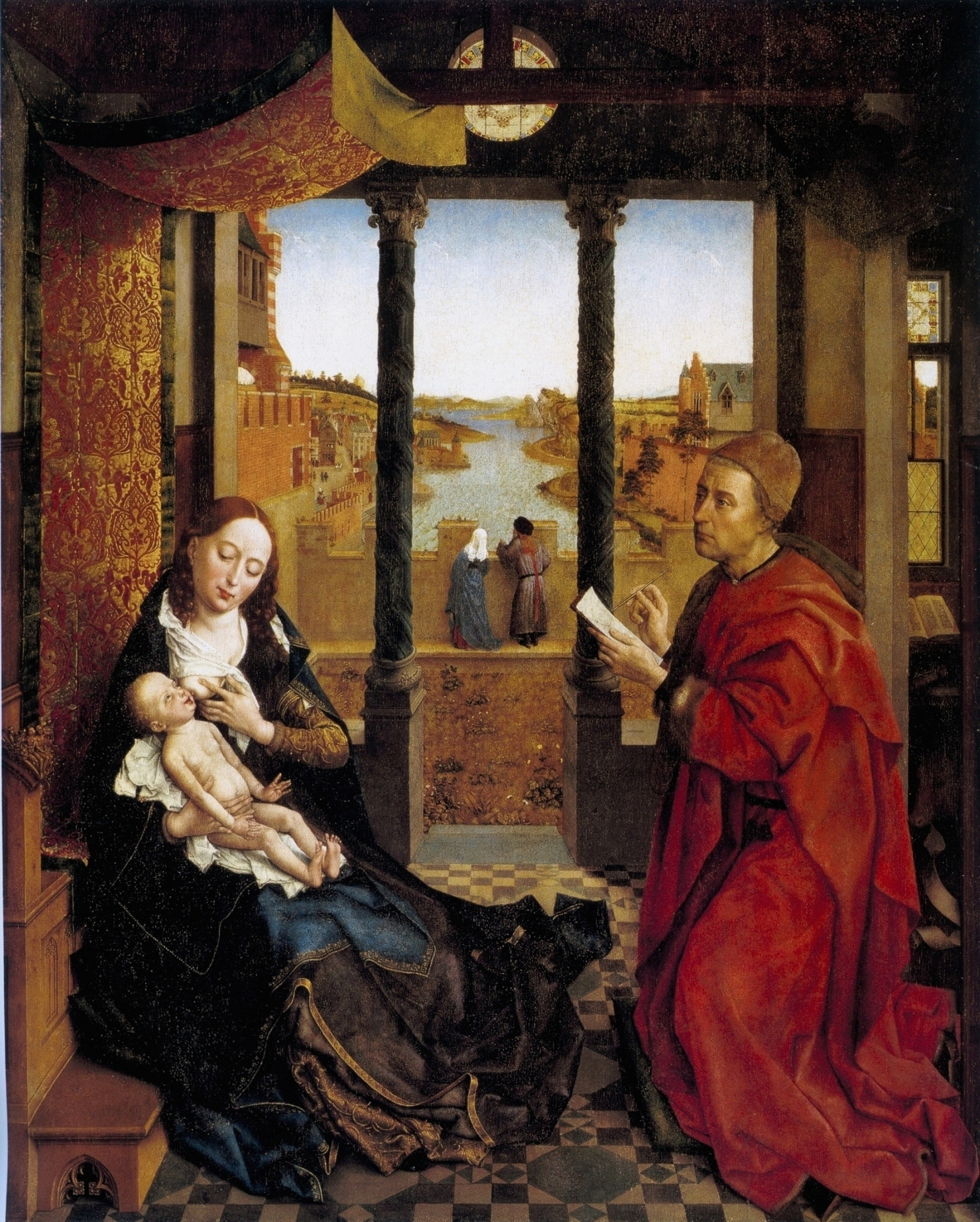
Sint-Lucas tekent Onze-Lieve-Vrouw, vermoedelijk geschilderd rond 1435-1440 door Rogier Van der Weyden voor de kapel van het Brusselse schildersambacht (Museum of Fine Arts, Boston).

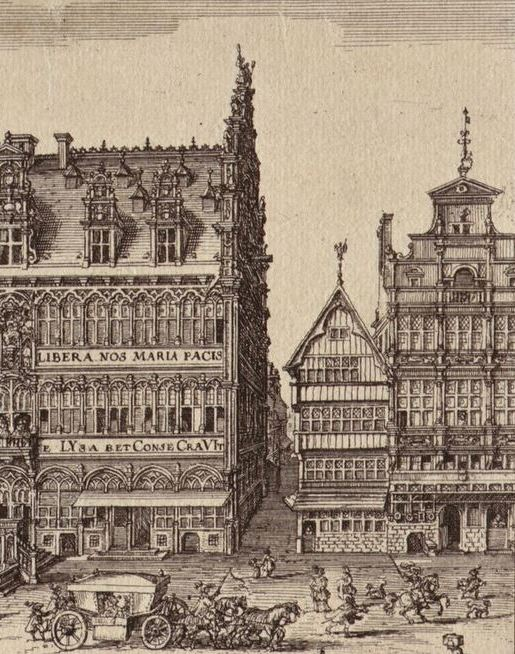
De renaissancegevel van ambachtshuis De Duive (rechts), naast de ammanskamer en het Broodhuis

Het Sint-Lucasambacht van Brussel was de corporatie waarin de kunstschilders zich verenigden, vernoemd zoals in andere steden naar de evangelist Lucas. Het ambacht maakte deel uit van de Sint-Jansnatie.

## Geschiedenis
Een akte uit 1306 noemde onder 36 Brusselse ambachten de scilderen, al kon dat ook op schildenmakers slaan. Het reglement van hun ambacht dat op 2 november 1387 werd uitgevaardigd door de Magistraat van Brussel, groepeerde hen met de glasmakers en goudslagers. Het ambachtsreglement werd vernieuwd op 20 juni 1453. Het bestuur was in handen van dekens en gezworenen. De organisatie volgde het klassieke schema van meesters, gezellen en leerlingen. Een Brusselse meester-schilder mocht nooit meer dan één leerling tegelijk opleiden (en een tweede wanneer de eerste in zijn laatste jaar was). In de grotere ateliers lieten schilders zich dus vooral bijstaan door cnapen (gezellen).
In de jaren na het statuut van 1453 trof de stadsmagistraat bijkomende verordeningen om het conflict met het beeldsnijdersambacht over de befaamde Brusselse retabels te regelen. Het 'stofferen' van deze retabels was een belangrijke activiteit van de Brusselse schilders-vergulders. Uiteindelijk haalden ze de bovenhand en bekwamen ze een alleenverkooprecht. Ook in een confrontatie met de Brusselse tapijtwevers haalden de schilders hun slag grotendeels thuis: volgens een overeenkomst van 1476 was het verven van figuren voor kartons aan hen voorbehouden.
Behalve de territoriumstrijd tussen ambachten zorgde ook de aanwezigheid van het hof soms voor conflicten, want hofschilders hoefden zich niet in te schrijven bij een gilde. Het schildersambacht waakte erover dat geen grenzen werden overschreden en spande in 1551 zelfs een proces in tegen Jan Cornelisz Vermeyen. Hoewel de uitkomst ervan niet bekend is, zal deze wellicht niet positief zijn geweest voor het ambacht.
De schilders waren ingebed in het stedelijk weefsel. Ze waren aangesloten bij de rederijkerskamers en bij de Sint-Elooisbroederschap, die zich vooral met liefdadige activiteiten bezighield. Wanneer er blijde inkomsten of andere feestelijkheden plaatsvonden, hielpen ze de decoratie uitvoeren en defileerden ze met de andere ambachten. Uit het beperkt aantal toortsen dat aan de schilders werd toegewezen (meestal vier), blijkt de geringe omvang van hun ambacht.

## Patrimonium
Uiterlijk in de 15e eeuw beschikten de schilders over een eigen ambachtshuis. Blijkens een renteverkoop in 1480 lag hun huis 'De Mol' toen op de Grote Markt. Ze verkochten het aan de kleermakers en verwierven in 1500 een nieuw huis 'De Duive' tussen de ammanskamer en De Mol. In 1553 kregen ze een stedelijke toelage om de houten voorgevel van De Duive vooruit te brengen en te vervangen door een exemplaar in arduin. De uitvoering gebeurde in renaissancestijl door de steenhouwer Anthonis Mochaert, mogelijk naar eigen ontwerp.
Het ambacht had voorts een kapel in de Sint-Gorikskerk. Ze werd uiteraard verfraaid met talrijke schilderijen, al werd de Sint-Lucas tekent Onze-Lieve-Vrouw die Rogier Van der Weyden in de jaren 1430 voor de kapel maakte, opgeëist door de kanunniken van Sint-Goedele.

## Stadsschilders
Door het verlies van archieven is er weinig duidelijkheid over de Brusselse stadsschilders. Rogier van der Weyden werd met zekerheid aangetrokken uit Doornik en zijn opvolging door Vrancke van der Stockt is aannemelijk. Daarna voerde Jan I van Coninxloo (ca. 1489-1555) veel opdrachten uit, maar nergens is hij vermeld als stadsschilder. Dat is wel het geval in 1506 voor Cornelis I van Coninxloo. Vermoedelijk bleef de functie nog even in de familie. Na een hiaat duikt in 1565 Jan de Bloeyere op als stadsschilder († 1594). Het waren niet de grootste kunstenaars. Voor prestigieuze gelegenheden werd een beroep gedaan op meesters als Lucas van Nevele en Michiel Coxcie.

## Leden
De registers van het schildersambacht zijn slechts bewaard voor de periode 1599-1794. De hieronder volgende ledenlijst is vóór die datum dus niet zeker:
- Rogier Van der Weyden
- Vrancke van der Stockt
- Meester van Sint-Goedele
- Meester van de Catharinalegende
- Meester van het Geborduurde Loofwerk
- Aert van den Bossche
- Jan van Coninxloo
- Denijs van Alsloot
- Lucas Achtschellinck
- Jacques d'Arthois
- Adriaen Frans Boudewijns
- Joan Baptist de Champaigne
- David de Coninck
- Augustin Coppens
- Joos van Craesbeeck
- Gaspar de Crayer
- Lodewijk de Vadder
- Jacques Focquier
- Hieronymus Galle I
- Theodoor van Heil
- Zeger Jacob van Helmont
- Victor Honoré Janssens
- Jacob van der Laemen
- Adam Frans van der Meulen
- Jan van Orley
- Richard van Orley
- Antoon Sallaert
- Mathys Schoevaerdts
- Ignatius van der Stock
- Michiel Sweerts
- Gillis van Tilborch
- Jan van de Venne
- Pieter Snijers

## Voetnoten
1. ↑  Félicien Favresse, "Les premiers statuts connus des métiers bruxellois du duc et de la ville et note sur ces métiers" in: Bulletin de la Commission royale d'Histoire, 1946, p. 76-79. DOI:10.3406/bcrh.1946.1669
2. ↑  Colette Mathieu, "Le métier des peintres à Bruxelles aux XIVème et XVème siècles", in: Bruxelles au XVe siècle, 1953, p. 219-235
3. ↑  Guy Delmarcel, "About the Agreement of 1476 between the Brussels Painters and Tapestry Weavers Concerning Cartoon Painting" in: Academia Letters, 2021. DOI:10.20935/AL2113
4. ↑  Roobaert 2008, p. 178-179
5. ↑  Roobaert 2008, p. 184 e.v.
6. ↑  Claire Dickstein-Bernard, "Rogier van der Weyden, de stad Brussel en haar schildersgilde", in: Rogier vander Weyden. Officiële schilder van de stad Brussel. Portretschilder aan het hof van Bourgondië, 1979, p. 36-40
7. ↑  Roobaert 2008, p. 201 e.v.
8. ↑  Roobaert 2008, p. 208
9. ↑  Alexandre Pinchart, "La corporation de peintres à Bruxelles", in: Messager des sciences historiques ou archives des arts et de la bibliographie de Belgique, 1877, p. 289-331; 1878, p. 315-332 en p. 475-490; 1879, p. 459-470

Laken · Wandtapijten · Schilderijen · Retabels · Kant · Beeldhouwwerk